# Lamprosema rosea
Lamprosema rosea là một loài bướm đêm trong họ Crambidae.